# Virrey del Pino (subte de Buenos Aires)
Virrey del Pino será una futura estación de la línea I de la red de subterráneos de la Ciudad de Buenos Aires.
Se prevé su construcción en la intersección de la Avenida Luis María Campos y Virrey del Pino.